# Иванисеня, Дмитрий Александрович
Дмитрий Александрович Иванисеня (укр. Дмитро Олександрович Іванісеня; род. 11 января 1994, Кривой Рог, Днепропетровская область) — украинский и российский футболист, полузащитник и защитник самарских «Крыльев Советов». Выступал за сборную Украины.

## Клубная карьера
На детско-юношеском уровне представлял клубы «Кривбасс», «Металлург» (Запорожье), «Шахтёр» (Донецк).
В 2011 году начал выступать во взрослом футболе в составе «Шахтёра-3» во второй лиге, всего за два сезона сыграл 56 матчей и забил 9 голов. В 2013 году был переведён во второй состав «Шахтёра» и за следующие два сезона провёл 44 матча и забил 8 голов в молодёжном первенстве.
В 2015 году был отдан в аренду в «Ильичёвец», игравший тогда в первой лиге, и сыграл за сезон 10 матчей, все — в осенней части сезона. Летом 2016 года мариупольский клуб выкупил его контракт, однако футболист не закрепился в основе, сыграв в сезоне 2016/17 только 6 матчей в первой лиге.
В начале 2018 года перешёл в тбилисское «Динамо», с которым по итогам сезона стал вице-чемпионом Грузии. В первой половине сезона 2019 года продолжал выступать за тбилисский клуб, который в итоге стал чемпионом Грузии 2019 года. Всего за полтора сезона провёл в составе «Динамо» 49 матчей и забил 6 голов в чемпионате страны, также принимал участие в матчах еврокубков.
Летом 2019 года перешёл в луганскую «Зарю», где сразу стал игроком основного состава. Дебютный матч в высшей лиге Украины сыграл 4 августа 2019 года против клуба «Днепр-1», а автором первого гола стал 3 ноября 2019 года в ответном поединке против днепровского клуба.
В июле 2021 года стал игроком самарских «Крыльев Советов». В июне 2024 года получил российский паспорт и перестал считаться легионером.

## Карьера в сборной
Привлекался в юношескую и молодёжную сборную Украины. Осенью 2019 года получил вызов в национальную сборную, где дебютировал 14 ноября 2019 года в матче против Эстонии, выйдя на замену в перерыве.

## Достижения

### Командные
«Заря»
- Бронзовый призёр чемпионата Украины (2): 2019/20, 2020/21
- Финалист Кубка Украины: 2020/21

### Личные
- Лучший футболист месяца чемпионата Украины: декабрь 2020[11]